# Наксос
На́ксос (греч. Νάξος) — остров в Эгейском море, принадлежит Греции. Входит в группу островов Киклады. Самый большой остров архипелага.
Площадь острова 428 км². Население — 18 тыс. человек.

## История
На островах Наксос найдены каменные орудия мустьерской культуры.
В 3-м тысячелетии до н. э. Наксос был значимым центром Кикладской культуры.
Известен тиран Лигдам (VI в. до н. э.) поставленный у власти афинским тираном Писистратом и свергнутый после его смерти.
В VIII веке до н. э. — VII веке до н. э. Наксос был центром торговли в Кикладах. В 502 году до н. э. жители Наксоса восстали против державы Ахеменидов, что привело к осаде Наксоса в 499 году до н. э., Ионийскому восстанию и греко-персидским войнам.
В 480 году до н. э. Наксос вступил в Афинский морской союз.
С 41 года до н. э. до 330 года н. э. Наксос был в составе Древнего Рима, а затем — в составе Византии.
В 1207 году остров захватил венецианец Марко Санудо. Он подчинил себе ещё 18 островов Эгейского моря и основал Наксосское герцогство.
В 1537 году Наксос вошёл в состав Османской империи.
В 1829 году Наксос вошёл в состав независимой Греции.

## Экономика
На острове находится крупнейшее в мире месторождение наждака, а также месторождения мрамора, на чём базируется добывающая и перерабатывающая промышленность.
Хорошо развито на острове сельское хозяйство: плодородные и орошаемые почвы благоприятствуют выращиванию традиционных культур. Рыболовство осуществляется в целях удовлетворения внутренних потребностей населения острова.
Туризм не является приоритетным направлением развития острова.

## Транспорт
Паром совершает свои рейсы из Пирея и Рафины ежедневно. Время в пути из Пирея — 4-5 часов. Воздушные рейсы из Афин шесть раз в неделю выполняются авиакомпанией Olympic Air. Время полета 35-45 минут.

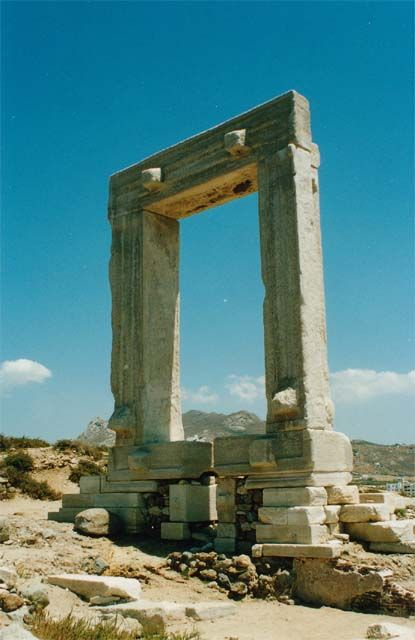
Портира на острове Наксос

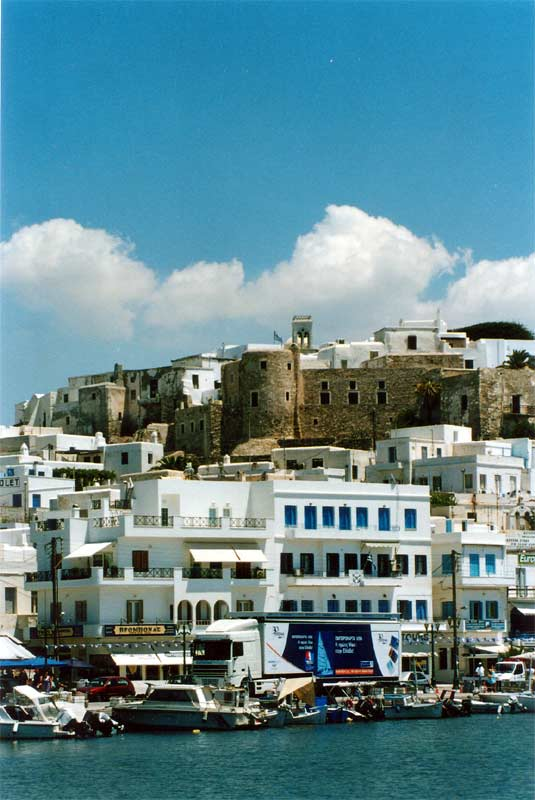
Вид на Хору и крепость

## Достопримечательности
Портира или Портара. Развалины недостроенного храма Аполлона на островке Палатия, соединённого дамбой с портом. Врата выполнены из мрамора.
Наксос, или Хора. Столица острова, располагается амфитеатром над портом. Над городом возвышается крепость Кастро, построенная венецианским купцом герцогом Наксосским Марко Санудо. Также в квартале обосновалась католическая община, остались средневековые постройки, зачастую с гербами владельцев.
Селение Апиратос (Апиранф).
Башни в Халки.
Пейзажи Корониды и Аполлонаса. Коронида — высокогорное селение. Открывается прекрасный вид на море. В Аполлонасе находится красивый песчаный залив.
Статуи. Две незаконченных лежащих исполинских мраморных статуи (куроса) в Аполлонасе и Меланесе. В Аполлонасе статуя посвящена Дионису (Вакху), высота фигуры 10,5 метра. Статуя лежит в мраморном карьере. В Меланесе статуя посвящена Флерио или Аполлону.
Археологический музей в Наксосе. Располагается в венецианской постройке XVII века. В музее представлены экспонаты от эпохи неолита до ранних христианских времен